# Check Disk
Check Disk (CHKDSK) est un logiciel utilitaire en ligne de commande disponible sur les systèmes d'exploitation DOS, OS/2 et Microsoft Windows, qui indique l'état d'intégrité d'un disque dur ou d'un média amovible, et peut réparer certaines erreurs logiques.
La commande est implémentée en tant que fichier exécutable, CHKDSK.exe.
Sur les systèmes à base de Windows NT, chkdsk peut aussi vérifier les erreurs physiques ou les secteurs en erreur, ce qui était auparavant réalisé par la commande scandisk.

## Version DOS
Cette commande vérifie l'état d'un disque et détecte certaines anomalies. Elle peut corriger les erreurs dans la table d'allocation des fichiers (FAT).
Format
CHKDSK[u:][chemin][nomfich[.ext]][/F][/V]
/F  Autorise la correction des erreurs constatées (après demande de confirmation).
/V  Liste tous les fichiers et leurs chemins d'accès.
Ainsi pour une correction des erreurs du disque il faudra écrire dans le Cmd (invite de commande) : chkdsk /f
Remarques
En l'absence d'indications de fichier ou de répertoire, la commande s'applique à la totalité du disque.
CHKDSK ne peut être utilisée sur les unités réseau.
Si un nom de fichier est indiqué, la commande donne des indications sur sa fragmentation.
Dans tous les cas, si des erreurs sont détectées, un message propose la correction des erreurs. Cependant, si le paramètre /F n'a pas été utilisé au moment du lancement de la commande, une réponse positive est sans effet.